# Anthony Poola
Anthony Poola est un prélat indien de l'Église catholique né le 15 novembre 1961. Il est évêque de Kurnool (en) de 2008 à 2020 et archevêque d'Hyderabad depuis 2021.
Le 29 mai 2022, le pape François annonce que Poola sera créé cardinal le 27 août. C'est le premier cardinal issu de la caste Dalit et de l'ethnie Telugu.

## Biographie
Anthony Poola est né le 15 novembre 1961 à Poluru, dans le diocèse de Kurnool. Lorsque la pauvreté l'a contraint à quitter l'école après la septième année (vers 12 ou 13 ans), les missionnaires l'ont aidé à poursuivre sa scolarité. Après avoir fréquenté le petit séminaire de Nuzvid, il étudie au séminaire pontifical Saint-Pierre de Bangalore. Il est ordonné prêtre le 20 février 1992 et incardiné dans le diocèse de Cuddapah (en). 
Le  8 février 2008, le pape Benoît XVI le nomme évêque de Kurnool (en). Il est consacré le 19 avril 2008 par Marampudi Joji (en) avec comme co-consécrateurs Mariadas Kagithapu (de) et Bali Gali (de)
Le 19 novembre 2020, le pape François le nomme archevêque d'Hyderabad. Il y est installé le 3 janvier 2021.
La décision du pape François de créer un cardinal de la caste Dalit (ou « intouchable ») est accueillie favorablement par plusieurs groupes Dalits, alors que ceux-ci représentent les deux-tiers des catholiques indiens mais sont sous-représentés dans le haut clergé et font face à des discriminations au sein de l'Église,.

## Succession apostolique
Anthony Poola a ordonné les évêques suivants :
- Évêque Prakash Sagili (de) (2024)
- Évêque Johannes Gorantla (de), O.C.D. (2024)
- Évêque Dhaman Kumar Karanam (de), M.S.F.S. (2024)
- Évêque Anthony Das Pilli (de) (2025)
- Évêque Paul Prakash Saginala (de) (2025)